# Болевиці (Великопольське воєводство)
Болевиці (пол. Bolewice) — село в Польщі, у гміні Медзіхово Новотомиського повіту Великопольського воєводства.
Населення — 1906 осіб (2011).
У 1975-1998 роках село належало до Гожовського воєводства.

## Демографія
Демографічна структура станом на 31 березня 2011 року:
|          | Загалом | Допрацездатний вік | Працездатний вік | Постпрацездатний вік |
| -------- | ------- | ------------------ | ---------------- | -------------------- |
| Чоловіки | 939     | 215                | 658              | 66                   |
| Жінки    | 967     | 212                | 580              | 175                  |
| Разом    | 1906    | 427                | 1238             | 241                  |